# Georg Friedrich Meyer (Maler)

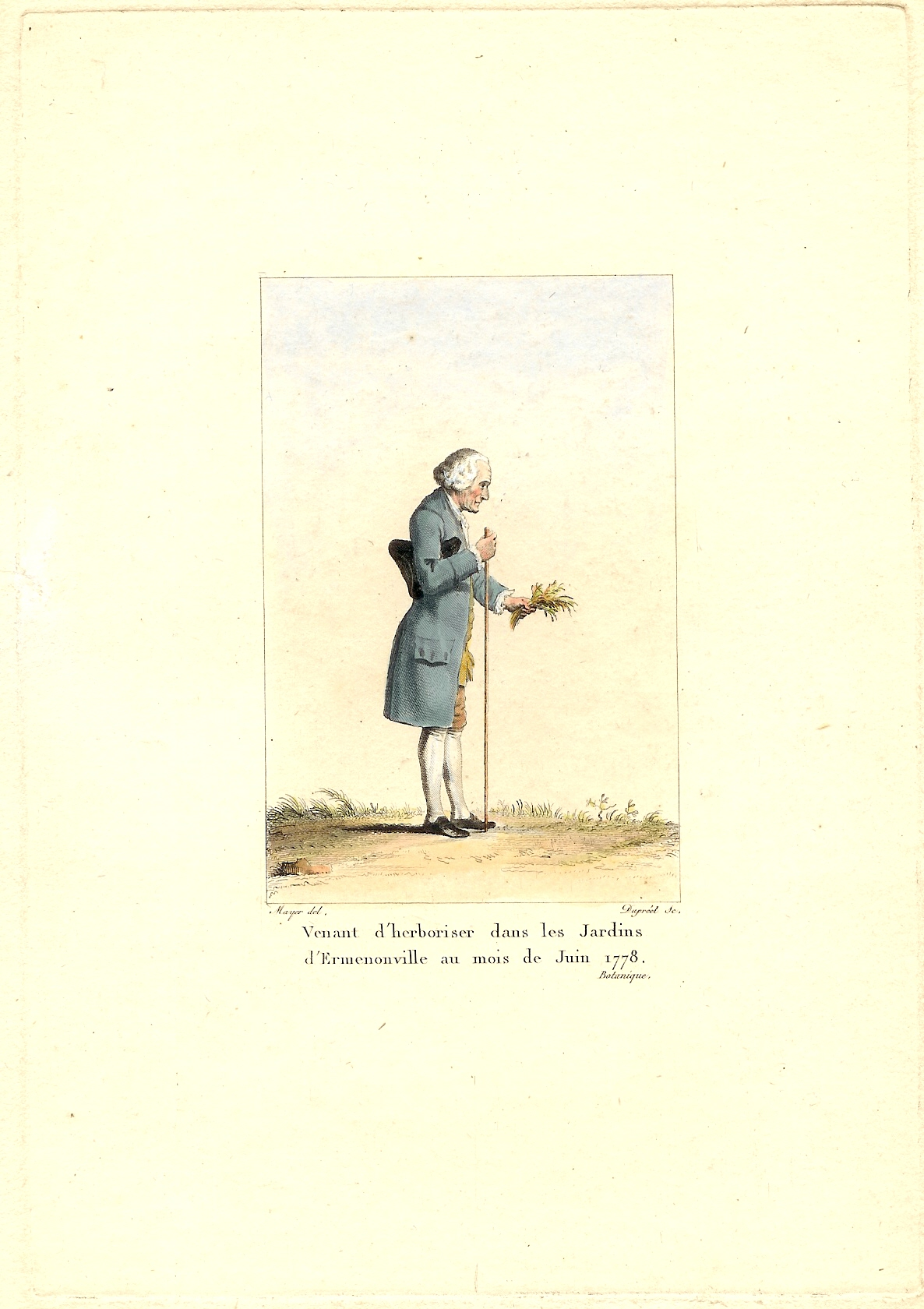
Jean Jacques Rousseau im Juni 1778 in Ermenonville, kolorierter Stich nach einer Zeichnung von Meyer

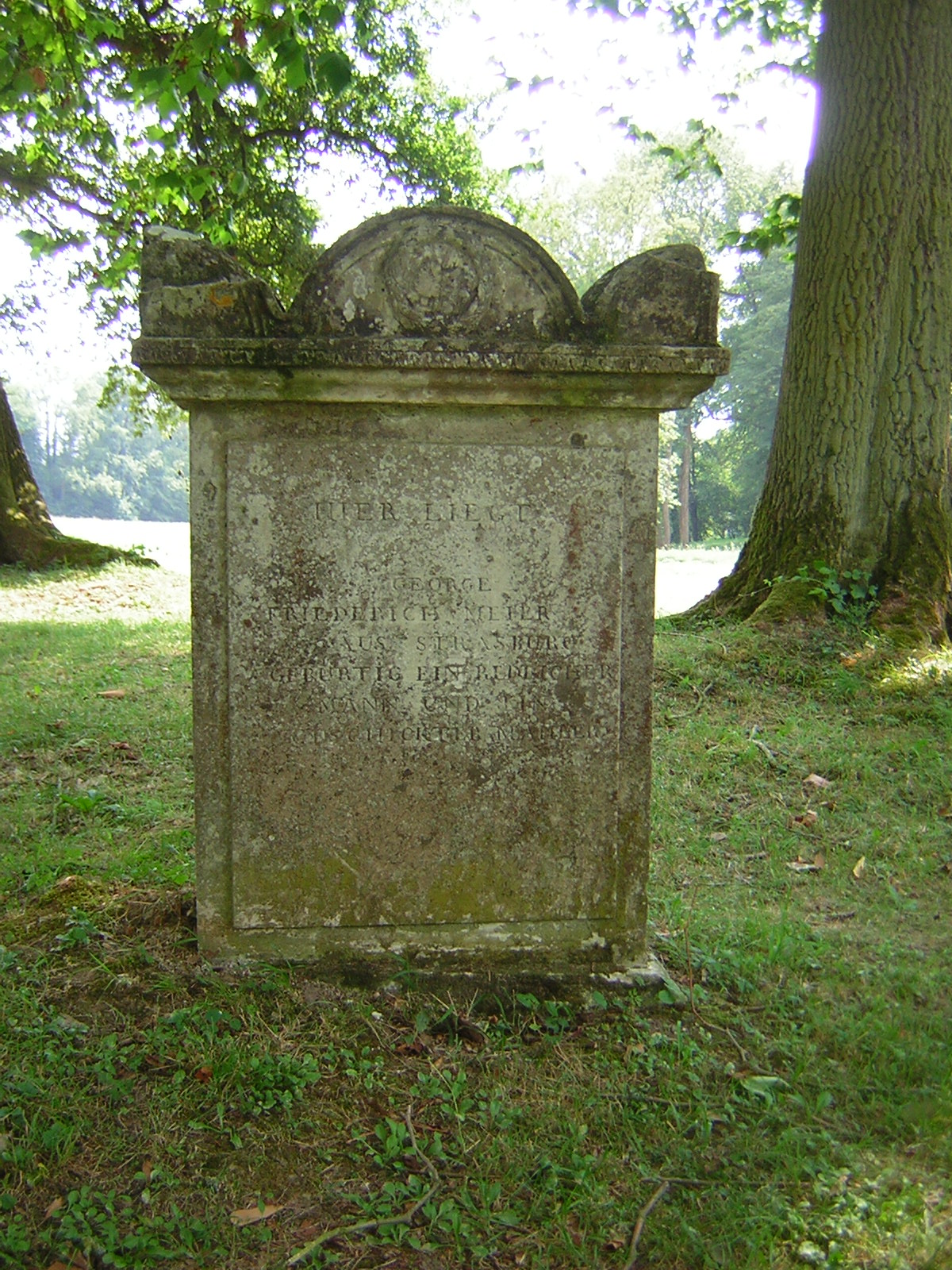
Meyers Grabstätte im Park von Ermenonville

Georg Friedrich Meyer, auch Georges-Frédéric Meyer (* 1733 oder 1735 in Straßburg, Elsass; † 5. Juni 1779 in Ermenonville, Hauts-de-France), war ein Figuren-, Bildnis- und Landschaftsmaler, Zeichner und Kupferstecher.

## Leben
Meyer, Sohn eines Straßburger Gürtlers lutherischer Konfession, soll zunächst bei Johann Andreas Silbermann in die Lehre gegangen sein. Dann erhielt er eine Malerausbildung bei Daniel Hien (1724–1773), ab Anfang der 1750er Jahre bei Francesco Casanova in Paris. Ab 1760 wurde er tätig für Herzog Christian IV. von Zweibrücken in Zweibrücken, in Mannheim, Heidelberg und Paris. Den Dienst bei Herzog Karl II. August, der ihn als Zweibrückener Hofmaler übernommen hatte, quittierte er 1776. Seit 1777 arbeitete für den Marquis René Louis de Girardin und unterrichtete auf dessen Landsitz in Ermenonville als Zeichenlehrer dessen Kinder. Dort verkehrte er mit Jean-Jacques Rousseau. Kurz vor dessen Tod zeichnete er ihn als Pflanzensammler. Wie dieser wurde er im Park von Ermenonville bestattet.
Meyer malte Landschaften, Hirtenszenen, Parforcejagden, Genre- und Tierstücke. Seine Gemälde finden sich in zahlreichen Museen in Deutschland und in Frankreich.